# Helado de judía azuki
El helado de judía azuki es una bebida fácil de encontrar en Hong Kong. Suele servirse en restaurantes como cha chaan teng. Los ingredientes estándar son judías azuki, almíbar claro y leche. A menudo se le pone encima helado para convertirlo en postre.